# ان‌جی‌سی ۵۷۹۲
ان‌جی‌سی ۵۷۹۲ (انگلیسی: NGC 5792) نام یک کهکشان مارپیچی میله‌ای در صورت فلکی ترازو است.